# Igney, Vosges
Igney là một xã, nằm ở tỉnh Vosges trong vùng Grand Est của Pháp. Xã này có diện tích 7,66 kilômét vuông, dân số năm 1999 là 1090 người. Xã này nằm ở khu vực có độ cao trung bình 310 m trên mực nước biển.
Dân địa phương tiếng Pháp gọi là Hérédiens.

## Biến động dân số
| 1962                                         | 1968 | 1975 | 1982 | 1990 | 1999 |
| -------------------------------------------- | ---- | ---- | ---- | ---- | ---- |
| 1308                                         | 1310 | 1307 | 1171 | 1075 | 1090 |
| Số liệu từ năm 1962: Dân số không tính trùng |      |      |      |      |      |